# Sant’Arpino
Sant’Arpino – miejscowość i gmina we Włoszech, w regionie Kampania, w prowincji Caserta.
Według danych na rok 2004 gminę zamieszkiwało 13 390 osób, 4463,3 os./km².